# Grand Prix automobile de Belgique 1949
Le Grand Prix automobile de Belgique 1949 est un Grand Prix de Formule 1 qui s'est tenu sur le circuit de Spa-Francorchamps le 19 juin 1949.

## Coureurs inscrits
14 concurrents :
| No | Pilote             | Écurie                     | Constructeur | Châssis          | Moteur       |
| -- | ------------------ | -------------------------- | ------------ | ---------------- | ------------ |
| 2  | Luigi Villoresi    | Scuderia Ferrari           | Ferrari      | Ferrari 125      | Ferrari V12s |
| 4  | Alberto Ascari     | Scuderia Ferrari           | Ferrari      | Ferrari 125      | Ferrari V12s |
| 6  | Peter Whitehead    | Peter Whitehead            | Ferrari      | Ferrari 125      | Ferrari V12s |
| 8  | Juan Manuel Fangio | Scuderia Argentina         | Maserati     | Maserati 4CLT/48 | Maserati L4s |
| 10 | Benedicto Campos   | Scuderia Argentina         | Maserati     | Maserati 4CLT/48 | Maserati L4s |
| 12 | Giuseppe Farina    | CSI                        | Maserati     | Maserati 4CLT/48 | Maserati L4s |
| 14 | Fred Ashmore       | Scuderia Ambrosiana        | Maserati     | Maserati 4CLT/48 | Maserati L4s |
| 16 | Reg Parnell        | Scuderia Ambrosiana        | Maserati     | Maserati 4CLT/48 | Maserati L4s |
| 18 | Geoff Crossley     | Geoff Crossley             | Alta         | Alta GP          | Alta L4s     |
| 20 | Philippe Étancelin | Automobiles Talbot-Darracq | Talbot-Lago  | Talbot-Lago T26C | Talbot L6    |
| 22 | Pierre Levegh      | Automobiles Talbot-Darracq | Talbot-Lago  | Talbot-Lago T26C | Talbot L6    |
| 24 | Louis Rosier       | Automobiles Talbot-Darracq | Talbot-Lago  | Talbot-Lago T26C | Talbot L6    |
| 26 | Guy Mairesse       | Automobiles Talbot-Darracq | Talbot-Lago  | Talbot-Lago T26C | Talbot L6    |
| 28 | Johnny Claes       | Écurie Belge               | Talbot-Lago  | Talbot-Lago T26C | Talbot L6    |

## Grille de départ
14 voitures au départ. 
| 1re ligne | Pos. 3                |                    | Pos. 2             |                  | Pos. 1               |
|           | Étancelin Talbot-Lago |                    | Fangio Maserati    |                  | Villoresi Ferrari    |
| 2e ligne  |                       | Pos. 5             |                    | Pos. 4           |                      |
|           |                       | Whitehead Ferrari  |                    | Farina Maserati  |                      |
| 3e ligne  | Pos. 8                |                    | Pos. 7             |                  | Pos. 6               |
|           | Ascari Ferrari        |                    | Rosier Talbot-Lago |                  | Campos Maserati      |
| 4e ligne  |                       | Pos. 10            |                    | Pos. 9           |                      |
|           |                       | Levegh Talbot-Lago |                    | Ashmore Maserati |                      |
| 5e ligne  | Pos. 13               |                    | Pos. 12            |                  | Pos. 11              |
|           | Parnell Maserati      |                    | Claes Talbot-Lago  |                  | Mairesse Talbot-Lago |
| 6e ligne  |                       |                    |                    | Pos. 14          |                      |
|           |                       |                    |                    | Crossley Alta    |                      |

## Déroulement de la course
Les Ferrari et Maserati se sont montrées les plus rapides aux essais, mais devront ravitailler deux fois, alors que les Talbot (à moteur atmosphérique moins puissant mais plus sobre) peuvent effectuer la totalité de la course sans s'arrêter.

Fangio abandonne dès le premier tour (piston cassé sur sa Maserati), alors que Villoresi (Ferrari) prend la tête devant Farina (Maserati) et Ascari (Ferrari). Jusqu'au huitième tour, la lutte est intense entre Villoresi et Farina, qui se succèdent à la première place, avant que Farina n'endommage sa direction à la suite d'un dérapage. Villoresi compte alors une sérieuse avance sur son coéquipier Ascari et la Talbot d'Étancelin, mais ce dernier prend bientôt la tête à la faveur de la première vague de ravitaillement des Ferrari. Malgré une belle résistance du pilote français, Villoresi reprend le commandement au quatorzième tour. Étancelin se maintient quelques tours en seconde position, avant d'être trahi par sa boîte de vitesses. C'est maintenant la Talbot de Rosier qui est deuxième, à environ une minute de la Ferrari qui doit encore ravitailler une fois. Villoresi effectue son deuxième arrêt à la fin du vingt-deuxième tour. Lorsqu'il repart, il compte environ vingt-cinq secondes de retard sur Rosier. Celui-ci effectue une fin de course de toute beauté, et parvient à tourner dans des temps similaires à ceux du pilote italien. Finalement, Rosier l'emporte devant les deux Ferrari de Villoresi et Ascari.

### Classements intermédiaires

#### Après 1 tour
1. Luigi Villoresi (Ferrari)
2. Giuseppe Farina (Maserati)
3. Alberto Ascari (Ferrari)
4. Philippe Étancelin (Talbot-Lago)
5. Peter Whitehead (Ferrari)

#### Après 10 tours
1. Luigi Villoresi (Ferrari) - vitesse moyenne : 158,278 km/h
2. Alberto Ascari (Ferrari) à 53 s
3. Philippe Étancelin (Talbot-Lago) à 1 min 01 s
4. Peter Whitehead (Ferrari) à 1 min 33 s
5. Louis Rosier (Talbot-Lago) à 1 min 50 s

#### Après 20 tours
1. Luigi Villoresi (Ferrari) - vitesse moyenne : 156,780 km/h
2. Louis Rosier (Talbot-Lago) à 1 min 06 s
3. Alberto Ascari (Ferrari) à 2 min 02 s
4. Peter Whitehead (Ferrari) à 2 min 56 s
5. Benedicto Campos (Maserati) à 1 tour

#### Après 25 tours
1. Louis Rosier (Talbot-Lago)
2. Luigi Villoresi (Ferrari) à 25 s
3. Alberto Ascari (Ferrari)
4. Peter Whitehead (Ferrari)

#### Après 30 tours
1. Louis Rosier (Talbot-Lago)
2. Luigi Villoresi (Ferrari) à 51 s
3. Alberto Ascari (Ferrari)
4. Peter Whitehead (Ferrari)

### Classement de la course
| Pos  | N° | Pilote             | Écurie                     | Châssis          | Tours | Temps/Abandon     | Grille |
| ---- | -- | ------------------ | -------------------------- | ---------------- | ----- | ----------------- | ------ |
| 1    | 24 | Louis Rosier       | Automobiles Talbot-Darracq | Talbot-Lago T26C | 35    | 3 h 15 min 17 s 7 | 7      |
| 2    | 2  | Luigi Villoresi    | Scuderia Ferrari           | Ferrari 125      | 35    | + 53 s 1          | 1      |
| 3    | 4  | Alberto Ascari     | Scuderia Ferrari           | Ferrari 125      | 35    | + 4 min 10 s 7    | 8      |
| 4    | 6  | Peter Whitehead    | Privé                      | Ferrari 125      | 35    | + 5 min 17 s 9    | 5      |
| 5    | 28 | Johnny Claes       | Écurie Belge               | Talbot-Lago T26C | 34    | + 1 tour          | 12     |
| 6    | 14 | Fred Ashmore       | Scuderia Ambrosiana        | Maserati 4CLT/48 | 33    | + 2 tours         | 9      |
| 7    | 18 | Geoff Crossley     | Privé                      | Alta GP          | 30    | + 5 tours         | 14     |
| Abd. | 10 | Benedicto Campos   | Automovil Club Argentina   | Maserati 4CLT/48 | 20    | Pompe à huile     | 6      |
| Abd. | 20 | Philippe Étancelin | Automobiles Talbot-Darracq | Talbot-Lago T26C | 19    | Boîte de vitesses | 3      |
| Abd. | 26 | Guy Mairesse       | Automobiles Talbot-Darracq | Talbot-Lago T26C | 15    | Accident          | 11     |
| Abd. | 22 | Pierre Levegh      | Automobiles Talbot-Darracq | Talbot-Lago T26C | 10    | Mécanique         | 10     |
| Abd. | 12 | Giuseppe Farina    | "CSI"                      | Maserati 4CLT/48 | 8     | Accident          | 4      |
| Abd. | 16 | Reg Parnell        | Scuderia Ambrosiana        | Maserati 4CLT/48 | 7     | Embrayage         | 13     |
| Abd. | 8  | Juan Manuel Fangio | Automovil Club Argentina   | Maserati 4CLT/48 | 1     | Moteur            | 2      |

- Légende: Abd.=Abandon

## Pole position & Record du tour
- Pole Position : Luigi Villoresi
- Tour le plus rapide : Giuseppe Farina en 5 min 19 s au 6e tour (vitesse moyenne : 163,636 km/h).

## Tours en tête
- Chassé-croisé entre Villoresi (Ferrari) et Farina (Maserati) du 1er au 7e tour
- Villoresi (Ferrari) du 8e au 10e tour
- Étancelin (Talbot-Lago) du 11e au 13e tour
- Villoresi (Ferrari) du 14e au 22e tour
- Rosier (Talbot-Lago) du 23e au 35e tour

## À noter
- Première grande victoire pour la Talbot-Lago T26C
- C'est à la suite de cette épreuve dans laquelle une Talbot à moteur atmosphérique a battu les Ferrari 125 à compresseur qu'Enzo Ferrari aurait pris la décision de mettre en chantier une monoplace de Formule 1 à moteur non suralimenté[3].